# Anaglyptus luteofasciatus
Anaglyptus luteofasciatus ist ein Käfer aus der Familie der Bockkäfer und der Unterfamilie Cerambycinae. Die Gattung Anaglyptus ist in Europa mit fünf Arten vertreten. Weltweit werden über 40 Arten unterschieden. Das Vorkommen von Anaglyptus luteofasciatus ist auf Teile Griechenlands beschränkt. Der  Käfer ist sehr nah mit dem auch in Mitteleuropa verbreiteten Dunklen Zierbock (Anaglyptus mysticus) verwandt. Die seltene Art wird in der IUCN-Liste als gefährdet geführt.

## Bemerkungen zum Namen
Der Käfer wurde erstmals 1905 von Pic beschrieben, der selbst den Käfer bei Kalavryta gefunden hatte. Pic benennt den Käfer nach den gelben Querbinden auf den Flügeldecken (von lat. „lūtĕus, a, um“ für „gelb“ und „fasciātus, a, um“ für „gebändert“). Demelt beschrieb 1970 den Käfer unter dem Namen Anaglyptus moreanus, wobei sich moreanus auf den alten Namen Morea für den Peloponnes bezieht.
Die Gattung Anaglyptus wurde erst 1839 von Mulsant aufgestellt. Der Gattungsname Anaglyptus ist von altgriechisch αναγλυπτόσ anaglyptós, deutsch ‚ausgemeißelt‘ abgeleitet und bezieht sich auf die Zeichnung der Flügeldecken, die an Schriftzeichen erinnert.

## Eigenschaften des Käfers
| |  |
| Abb. 1: Aufsicht und Seitenansicht |  |
| |  |
| Abb. 2: Ausschnitt der rechten Flügeldecke; links zur Naht hin weiße Behaarung, oben mitt- leres Querband durch gelbe Behaarung, rechts unten Teil des hinterren Querbands, restlicher Bereich mit kaum sichtbarer schwarzer Be- haarung |  |
| Abb. 3: Vergleich Flügeldecken A. luteofasciatus (links) mit rechts: A. mysticus |  |

Die Käfer werden zehn bis fünfzehn Millimeter lang. Der Käfer ist fast vollständig schwarz, nur die Tarsen werden zum Ende hin rotbraun. Durch schwarze, weiße und gelbe Behaarung erscheint das Tier jedoch relativ bunt.
Die elfgliedrigen Fühler sind beim Männchen nur wenig länger als beim Weibchen. Sie erscheinen besonders an der Basis geringelt, weil die einzelnen Fühlerglieder an der Basis stärker fein weiß behaart sind als an der Spitze. Die Spitzen des zweiten und des dritten Fühlerglieds sind innen nur eckig erweitert, nicht zu einem Dorn ausgezogen.
Der Halsschild ist deutlich länger als breit und deutlich schmaler als die Flügeldecken. An der Basis befindet sich neben dem Schildchen je eine buckelartige Erhöhung.
Die Flügeldecken sind an den Schultern leicht niedergedrückt und verschmälern sich nach hinten mäßig. Die Flügeldeckenenden sind schräg abgestutzt. Der hintere Bereich der Flügeldecken erscheint durch die helle Behaarung grau (Abb. 2 links). Dieser graue Bereich ist entlang der Naht keilförmig nach vorn erweitert. Der vordere und mittlere Bereich der Flügeldecken ist schwarz mit schwarzer Grundbehaarung und gelber Zeichnung. Dadurch entsteht bei geschlossenen Flügeldecken der Eindruck, die Flügeldecken seien etwas verkürzt und auseinander klaffend (Abb. 1 links). Die Zeichnung wird durch gelbe Behaarung hervorgerufen (Abb. 2 oben und rechts unten). Sie besteht aus drei Querbinden. Die mittlere ist die kleinste. Sie flieht nach außen nur wenig nach hinten. Davor liegt eine kräftige Binde, die sich ähnlich einem Menjou-Bärtchen nach hinten und außen verjüngt. Die hinterste Binde ist am längsten. Sie verläuft in Nahtnähe annähernd senkrecht zur Naht, auf halber Länge knickt sie etwa senkrecht nach hinten ab. Sie kann auch unterbrochen sein.
Das erste Tarsenglied ist nicht viel länger als das zweite und dritte zusammen. Die Körperunterseite erscheint grau mit gelben Flecken (Abb. 1 rechts).

## Biologie
Der Käfer entwickelt sich vermutlich im Totholz von Tannen. Die Entwicklung dauert zwei bis drei Jahre, der frisch geschlüpfte Käfer überwintert in der Puppenwiege. Die Käfer erscheinen im Juni bis Juli in Waldgebieten und werden hauptsächlich auf blühendem Weißdorn gefunden. Man findet sie jedoch seltener auf den Blüten, meist klettern sie flink auf Zweigen und Blättern herum, besonders nachmittags.

## Verbreitung
Die Art kommt endemisch in Südgriechenland (Peloponnes) vor. Das Verbreitungsgebiet ist dort in disjunkte Teilgebiete im Parnon-Gebirge und bei Vytina zerlegt, die in ihrer Summe nur zwölf Quadratkilometer umfassen.